# Мирослава Федерер
Мирослава „Мирка“ Федерер (Miroslava Mirka Federer), рођена Вавринец (Vavrinec) је бивша швајцарска тенисерка. Рођена je 1. априла 1978. у Бојњицама, Чехословачка. Од професионалног тениса опростила се 2002. године због непрестане повреде стопала, а најпознатија је као супруга и менаџер тенисера Роџера Федерера.

## Тениска каријера
Мирка је рођена у Бојницама (данас Словачка, тада Чехословачка), а када је имала две године са породицом је емигрирала у Швајцарску. Њени родитељи тренутно поседују продавницу накита у Шафхаузену. 1987, када је Вавринец имала девет година, отац ју је одвео да заједно гледају тениски турнир у Филдерштату. Она је тада упознала Мартину Навратилову, која је мислила да Вавринец делује као спортски тип и како би требало да почне да тренира тенис. Навратилова је касније поклонила Вавринец први тениски рекет и одржала јој први тренинг.
Вавринец је у каријери освојила свега три ИТФ турнира (два 1997. и један 1999). 1999. године је такође направила импресиван низ од шеснаест победа и једног пораза, али све на турнирима организованим од стране Међународне тениске федерације. У каријери је достигла неколико четвртфинала на ВТА турнирима, а најбољу позицију на ВТА листи, 76. место, достигла је 10. септембра 2001. године. Пласман у треће коло Отвореног првенства Америке 2001. године њен је најбољи резултат на гренд слем турнирима, а годину дана пре тога представљала је Швајцарску на Олимпијским играма 2000. у Сиднеју. Вавринец се од професионалног тениса опростила 2002. због непрестане повреде стопала, а у каријери је такође остварила победе над високо рангираним тенисеркама као што су Барбара Шет и Жистин Енен.

## Приватни живот
Мирослава Вавринец и Роџер Федерер упознали су се на Олимпијским играма 2000. у Сиднеју. Од тада су у вези, а Мирка је, након повлачења из професионалног тениса 2002. године, преузела улогу Федереровог менаџера. 11. априла 2009. су своју дугогодишњу везу крунисали браком, а 23. јула 2009. су добили близнакиње Милу Роуз и Шарлин Риву. Пет година касније Мирка је на свет донела близанце Ленија и Леа.